# فرشته وحشی
فرشته وحشی فیلمی به کارگردانی و نویسندگی مهدی رئیس فیروز محصول سال ۱۳۳۸ است.

## خلاصه داستان
تاجری ورشکسته (مهدی رئیس فیروز) و همسرش (اشرف کاشانی) دختر خردسالشان فرشته (شامیلا بشارتیان) را سر راه می‌گذارند و به قصد خودکشی روی ریل‌های قطار می‌ایستند؛ اما زن در آخرین لحظه منصرف می‌شود و سراغ دخترشان می‌روند...

## بازیگران
- روفیا
- عبدالله خرمی
- مهدی رئیس فیروز
- اشرف کاشانی
- شامیلا بشارتیان
- مهری قاجار
- فریده نصیری
- فهیمه (بازیگر)
- لادن (بازیگر)
- جینگو (بازیگر)
- الهامی (بازیگر)
- مهدی درجزی
- محمد بختیاری
- مسعود نمازی
- باتمانقلیچ
- میرحسینی
- رضا وثوقی
- رضا یاقونی فر
- علی کمیلی
- قاسم نیکخواه
- حسن بافکرپور
- آذری (بازیگر)
- میرابی (بازیگر)
- حسن رضیانی
- آفت (خواننده)